# Atomic TV
Atomic TV ist ein Musiksender, der in Polen und Rumänien gesendet hat. In Polen sendete er von 1997 bis 2000. Dort wurde er durch MTV Polska ersetzt. In Rumänien sendete Atomic TV von 1999 bis 2004, wo es durch  K-World TV ersetzt wurde, das seit 2006 KISS TV heißt.

## Geschichte

### Atomic TV in Polen
Atomic TV startete sein Programm in Polen am 8. Februar 1997 und sendete bis zum Juli 2000. Es war das erste polnische Musikfernsehen, das rund um die Uhr in rund einem Dutzend Kabelfernsehstationen in ganz Polen und später auch über den Satelliten Astra ausgestrahlt wurde. Der Anteil der polnischen Musik im Programm lag bei 40 %. Die Eigentümer von Atomic TV waren die amerikanische Firma Atomic Entertainment, Planet 24, die Plattenfirma PolyGram International und PCIP, die mit dem polnischen Kabelfernsehen (PTK) verbunden sind. Viele der Moderatoren arbeiteten später für MTV Polska oder VH1 Polska.
2000 fusionierte Atomic in Polen mit Viacom zu MTV Polska, das im Juli 2000 den Sendebetrieb aufnahm.

### Atomic TV in Rumänien
In Rumänien sendete Atomic TV das Programm vom 3. Februar 1999 bis 2004. Innerhalb eines Jahres nach seinem Start wurde gegen den Sender eine Geldstrafe wegen eines Verstoßes gegen den Jugendschutz verhängt. Die Höhe der Geldstrafe entsprach 3 % des erzielten Gewinns.
In Rumänien zählten Atomic Cafe und Top 100 zu den bekanntesten Sendungen von Atomic TV. Der Sender richtete sich an junge Menschen zwischen 18 und 30 Jahren. Im Jahre 2004 wurde Atomic TV aufgrund von Schulden verkauft und 2004 in den Fernsehsender Klumea umgewandelt. 2006 wurde der Sendenamen in KISS TV geändert.
Im Oktober 2015 kehrt Atomic TV nach 7 Jahren Pause zurück, Online wurde erst am 1. Februar 2018 ausgestrahlt. Am 20. November 2021 kehrt Atomic TV nach 3 Jahren Pause wieder zurück.

## Sendungen
Bekannte Sendungen in Polen waren 20 Club, Pepper und Wild Jukebox. Sie liefen auf MTV Polska bis 2006 weiter. In Rumänien zählten Atomic Cafe und Top 100 zu den prominentesten Sendungen.

## Moderatoren
- Joanna Horodyńska (Moderatorin der Sendung Pieprz)
- Paulina Jaskólska (Moderatorin der Sendung Idol)[8]